# Мег Райън
Мег Райън родена Маргарет Мери Емили Ан Хира (на английски: Margaret Mary Emily Anne Hyra) е американска филмова актриса.  Пет романтични комедии от 1990-те години в които тя играе главна роля: „Когато Хари срещна Сали“, „Безсъници в Сиатъл“, „Френска целувка“, „Град на ангели“ и „Имате поща“ и донасят печалба от повече от 870 милиона долара по целия свят.

## Биография
Родена е на 19 ноември 1961 година във Феърфилд, Кънектикът, САЩ. Дъщеря е на Сюзън Хира Джордан (по баща Райън), бивша актриса, кастинг директор и учителка по английски, и Хари Хира, учител по математика. Тя има две сестри, Дана и Ани, и брат, който е музикант – Андрю Хира. Роднините на семейство Хира са от Канада.
Райън е католичка и е завършила начално училище във Феърфилд, където майка ѝ ѝ преподава до шести клас. Там на Мег е дадено първо причастие и е избрано името ѝ Ан. Майка ѝ се появява в телевизионна реклама и по-късно за кратко време е кастинг директор в Ню Йорк. Тя подкрепя и окуражава дъщеря си да учи актьорско майсторство.
Райън завършва гимназия в Кънектикът през 1979 г., след което учи журналистика в университета в Кънектикът и после в Ню Йорк, докато участва в телевизионни реклами, за да подпомага обучението си. Нейният успех като актриса води до това, че тя напуска колежа семестър преди да се дипломира.
На 18-годишна възраст, благодарение на връзките на майка си, Райън записва своята първа телевизионна реклама, в която се смее, за да популяризира дезодоранта „Тикъл“.
След роля в „Богати и известни“, Райън играе ролята на Бетси Стюърт в сериала „Докато свят светува“ от 1982 до 1984. Следват няколко телевизионни продукции и малки филмови роли, включително и в „Обещана земя“, за която тя получава своята първа номинация.
През 1986 тя играе Каръл Брадшоу във филма „Топ гън“ и Лидия Максуел във „Вътрешно пространство“, където също участва бившият ѝ съпруг Денис Куейд. След това Райън се появява и в трилъра „D.O.A.“ и екшъна „Президио“.
Нейният първи напълно оформен филмов образ е ролята ѝ в романтичната комедия „Когато Хари срещна Сали“, където тя си партнира с Били Кристъл. Нейното изпълнение на Сали Оулбрайт, което ѝ донася номинация за Златен глобус е незабравимо, заради театрално симулирания оргазъм в Манхатън.
Филмът може да бъде смятан за първия от трите успешни на Нора Епрон, в които Райън е непоправимо романтична.
Райън участва във „Вратите“ - The Doors, посветен на едноимената група и „Прелюдия към целувка“. И двата филма са умерено успешни. През 1993 г. Мег си партнира с Том Ханкс в невероятно успешната романтична комедия „Безсъници в Сиатъл“.
Актрисата прави няколко опита да излезе от стереотипните роли на романтична наивна жена и получава одобрение за работата си в „Когато един мъж обича една жена“, в който тя играе алкохоличка и в „Кураж под огъня“, където изпълнява ролята на капитан. И двата филма са наистина успешни и се изкачват в бокс офиса. Много от филмите от 90-те с нейно участие са хитови не само в Северна Америка, но и в чужбина. През 1994 г. Мег Райън получава награда от Харвард и е включена в класацията на списание „Пийпъл“ на „50-те най-красиви хора на света“. През 1995 г. критикът Ричърд Корлис я нарича „общоприетия образ на романтичната комедия“. Същата година Мег играе в романтичната комедия „Френска целувка“, което ѝ помага да се превърне в една от най-любимите актриси на Америка. Филмът има невероятен успех по целия свят като доходите от него са над 101 милиона долара.
През 1997 г. Райън озвучава главната роля в анимационния филм „Анастасия“, който получава положителни отзиви и има успех в бокс офиса. През 1998 г. тя играе в два филма. Първият – „Град на ангели“ – получава негативни рецензии, но има огромен финансов успех, като донася близо 200 милиона долара по целия свят. „Имате поща“, където Райън отново си партнира с Том Ханкс, ѝ донася трета номинация за Златен глобус и носи приходи от повече от 250 милиона долара.
През 2000 г. Райън участва в екшън трилъра „Доказано жив“ с Ръсел Кроу. Въпреки че филмът е до голяма степен провал, нейният чек за 15 милиона долара я превръща в една от най-високо-заплатените актриси в Холивуд.
Същата година Райън участва в комедията „Развален телефон“ с Даян Кийтън, който не е особено успешен и донася приходи от едва 51 милиона долара. Година по-късно Мег отново се връща към своето амплоа в романтичната комедия „Кейт и Леополд“, която получава положителни отзиви от някои критици, но не е приета от публиката. През 2003 актрисата участва в криминалния трилър „Нож в раната“. Решението на Райън за първи път да се появи гола в еротична сцена донася много внимание от страна на медиите, но филмът е критикуван и донася едва 23 милиона долара.
Един от последните проекти на Райън е „Новото гадже на мама“, който е сниман през 2006, но излиза през 2008. В него тя си партнира с Антонио Бандерас. Райън е присъединена към екипа от сина на Том Ханкс – Колин, който играе ролята на неин син. През 2007 тя играе ролята на Сара Хартуик във „В страната на жените“ с Адам Броуди и в „Полумрак“ с Кристен Стюърт.
Следващият проект на Райън е римейка на филма от 1939 – „Жените“, чиито снимки започват през август 2007 г. в Ню Йорк. Филмът е продуциран от рок легендата Мик Джагър и излиза през 2008 г. Райън играе главната роля – Мери Хайнс – заможна жена, която е една от последните, които разбират, че съпругът ѝ ѝ изневерява с продавачка в магазин.
Райън също участва във филма „Сделката“, който е представен през 2008 г. на филмов фестивал и излезе на DVD на 20 януари 2009.
Мег Райън се омъжва за актьора Денис Куейд на 14 февруари 1991 г., след като си партнира с него в два филма. Мег се съгласява на това едва след като Куейд превъзмогва зависимостта си към кокаина. Двойката има един син – Джак Хенри, който е роден на 24 април 1992 г. Те се разделят през 2000 година, а разводът им става факт година по-късно. През септември 2008 г. Райън обявява, че съпругът ѝ ѝ е изневерявал много пъти, докато са били женени и че не връзката ѝ с Ръсел Кроу от 2000 г. е причина за развода им.
През януари 2006 г. Райън осиновява 14-месечно момиченце от Китай, което се казва Дейзи Трю.

## Филмография
| година | филм                            | оригинално заглавие      | роля                                           | бележки |
| ------ | ------------------------------- | ------------------------ | ---------------------------------------------- | --- |
| 1981   | Богати и известни               | Rich and Famous          | Деби Бейк                                      | |
| 1983   | Амитивил 3                      | Amityville 3-D           | Лиса                                           | |
| 1986   | Топ Гън                         | Top Gun                  | Карол Брадшоу                                  | |
| 1986   | Въоръжени и опасни              | Armed and Dangerous      | Маги Кавано                                    | |
| 1987   |                                 | Promised Land            | Бевърли Сайкс                                  | |
| 1987   | Вътрешен космос                 | Innerspace               | Лидия Максуел                                  | |
| 1988   | Жив или мъртъв                  | D.O.A.                   | Сидни Фулър                                    | |
| 1988   | Президио                        | The Presidio             | Дона Колдуел                                   | |
| 1989   | Когато Хари срещна Сали         | When Harry Met Sally...  | Сали Олбрайт                                   | - номинация – Златен глобус за най-добра актриса в мюзикъл или комедия.                                                                   |
| 1990   | Джо срещу вулкана               | Joe Versus the Volcano   | ДиДи / Анджелика Грейнамор / Патриша Грейнамор | |
| 1991   | The Doors                       | The Doors                | Памела Карсън                                  | |
| 1992   | Прелюдия към една целувка       | Prelude to a Kiss        | Рита Бойл                                      | |
| 1993   | Безсъници в Сиатъл              | Sleepless in Seattle     | Ани Рийд                                       | - номинация – Златен глобус за най-добра актриса в мюзикъл или комедия.                                                                   |
| 1993   | Плът на раздора                 | Flesh and Bone           | Кей Дейвис                                     | |
| 1994   | Когато един мъж обича една жена | When a Man Loves a Woman | Алис Грийн                                     | |
| 1994   | Коефициент за интелигентност    | I.Q.                     | Катрин Бойд                                    | |
| 1995   | Френска целувка                 | French Kiss              | Кейт                                           | |
| 1995   | Реставрация                     | Restoration              | Катрин                                         | |
| 1996   | Кураж под огъня                 | Courage Under Fire       | капитан Карън Ема Уолдън                       | |
| 1997   | Болни от любов                  | Addicted to Love         | Маги                                           | |
| 1997   | Принцеса Анастасия              | Anastasia                | Анастасия (глас)                               | |
| 1998   | Град на ангели                  | City of Angels           | доктор Маги Райс                               | - номинация – Сатурн за най-добра актриса.                                                                                                |
| 1998   | Хърли-бърли                     | Hurlyburly               | Бони                                           | |
| 1998   | Имате поща                      | You've Got Mail          | Катлийн Кели                                   | - номинация – Златен глобус за най-добра актриса в мюзикъл или комедия. - номинация – Сателит за най-добра актриса в мюзикъл или комедия. |
| 2000   | Развален телефон                | Hanging Up               | Ив Мозел Маркс                                 | |
| 2000   | Доказано жив                    | Proof of Life            | Алис Боуман                                    | |
| 2001   | Кейт и Леополд                  | Kate & Leopold           | Кейт Маккей                                    | |
| 2003   | Нож в раната                    | In the Cut               | Франи                                          | |
| 2004   | На ринга                        | Against the Ropes        | Джаки Калън                                    | |
| 2007   | На женска територия             | In the Land of Women     | Сара Хардуик                                   | |
| 2008   | Сделката                        | The Deal                 | Дидре Хем                                      | |
| 2008   | Новото гадже на мама            | My Mom's New Boyfriend   | Марта Дюран                                    | |
| 2008   | Жените                          | The Women                | Мери Хейнс                                     | - номинация – Златна малинка за най-лоша актриса.                                                                                         |
| 2009   |                                 | Serious Moonlight        | Луиз                                           | |
| 2015   |                                 | Fan Girl                 | Мери Фароу                                     | |
| 2015   |                                 | Ithaca                   | г-жа Маколи                                    | |